# Марко Борсук
Марко́ Іва́нович Борсу́к (? — після 1694) — український військовик доби Гетьманщини. Ніжинський полковник (1674-1677).

## Походження
Походив зі старовинного шляхетського роду. Згідно з дослідженням Н. Яковенко, пани та бояри Борсуки згадуються на Східному Поділлі та у Київському воєводстві з кінця XV століття. У першій половині XVI століття одна з гілок роду поселилась у Любецькому старостві, її представники несли службу у Любецькому замку. Після переходу Чернігово-Сіверщини до складу Речі Посполитої у 1618 році представники роду переселилися на Ніжинщину.
Батько Марка Борсука — шляхтич гербу Доленга Іван Борсук у 1648 році приєднався до війська Богдана Хмельницького. Був наказним ніжинським полковником (1649), сотником Ніжинської першої полкової сотні (1649-1654). У 1654 їздив до Москви як посол від наказного гетьмана Івана Золотаренка, зустрічався з царем.

## Життєпис
Службу у Війську Запорозькому розпочав на початку 1660-х як козак Ніжинського реєстрового полку. У 1669-1672 роках, згідно з реконструкцією історика Р. Желєзка, входив до близького оточення ніжинського полковника Пилипа Уманця. У березні 1672 взяв участь у змові проти гетьмана Д. Ігнатовича, за отримав уряд сотника Ніжинської третьої полкової сотні. 17 червня 1672 підписався під Конотопськими статтями з Московським царством.
1674 командував сотнею під час походу гетьмана Ів. Самойловича на Правобережжя проти П. Дорошенка. Після смерті полковника Уманця у цьому поході очолив Ніжинський полк. 1 лютого 1676 присягнув новому московському царю Федору Олексійовичу. 1677 був послом гетьмана до царя. У серпні того ж року відзначився під час Першого Чигиринського походу. У битві за Бужинську переправу очолював передовий загін із 2 тис. козаків Ніжинського та Полтавського полків, що в ніч на 27 серпня десантувався на правому березі Дніпра, вибив турецьких яничарів з укріплень і утримував плацдарм, дозволивши переправитися основним козацько-московським силам.
Попри відзнаку у боях, наприкінці 1677 усунений гетьманом від полковництва. За версією Р. Желєзка, був запідозрений у причетності до антигетьманської змови стародубського полковника П. Рославця. Одним із організаторів змови був близький до Борсука ніжинський протопіп Симеон (Адамович). На початку 1678 Ніжинський полк очолив глухівський сотник Яків Жураківський. Разом з тим 27 лютого 1678 гетьман Самойлович видав універсал, яким присвоїв Борсуку чин значного військового товариша та надав у спадкове володіння за «услуги войсковиє» село Припутні у Ніжинській другій полковій сотні.
Поки гетьманом залишався Самойлович, колишній полковник не обіймав жодних старшинських посад. 17 листопада 1687 новий гетьман Іван Мазепа своїм універсалом підтвердив право Борсука на володіння Припутнями. 1688 значного військового товариша обирають ніжинським полковим суддею. 1689 він взяв участь у Другому Кримському поході, де потрапив у полон до кримських татар. Був викуплений родичами. Востаннє на уряді полкового судді згаданий 1694 року. Вже 1699 цю посаду обіймав Лук'ян Жураківський. У період між цими роками Марко Борсук помер або пішов у відставку.

## Маєтки
Окрім села Припутнів, яке стало родовим маєтком Борсуків, у роки свого полковництва володів Бакаївкою, Володьковою Дівицею, Курилівкою, Кропивною, Пашківкою у Другій полковій сотні, Вересоччю у Третій полковій сотні, містечком Веркіївкою, селами Берестовець і Смоляж у Веркіївській сотні.
Також володів численними млинами та перевозами на території Ніжинського та сусідніх полків. 7 січня 1675 своїм універсалом дозволив кролевецькому сотнику Івану Маковському отримувати прибутки з його (М. Борсука) млина, збудованого власним коштом на греблі біля міста Кролевець. 8 січня того ж року дозволив священникам церков містечка Нові Млини використовувати для власних потреб його перевози через річку Сейм. 21 червня дозволив носівському городовому отаману Панькові Самокишу отримувати кошти зі свого млина на річці Остер.

## Нащадки
Син Артем (? — 1728) — сотник Ніжинської другої полкової сотні (1713-1728), наказний ніжинський полковник під час Перського походу у 1722-1723.